# 벽봉로
벽봉로(Byeokbong-ro)는 경상북도 성주군 벽진면 수촌삼거리 에서 김천시 농소면 을 잇는 도로이다.

## 주요 경유지
경상남도
- 성주군 벽진면 - 김천시 농소면

## 노선
| 이름             | 접속 노선              | 소재지 | 소재지          | 비고                  |
| ---------------- | ---------------------- | ------ | --------------- | --------------------- |
| 수촌삼거리       | 국도 제30호선 (성주로) | 성주군 | 벽진면          | 지방도 제913호선 구간 |
| (이름없음)       | 벽소로                 | 성주군 | 벽진면          | 지방도 제913호선 구간 |
| 외기교           |                        | 성주군 | 벽진면          |                       |
| 선학교           |                        | 성주군 | 벽진면          |                       |
| (교량 명칭 미상) |                        | 성주군 | 벽진면          |                       |
| 별미령           |                        | 성주군 | 벽진면          |                       |
|                  | 김천시                 | 농소면 |                 |                       |
| (이름없음)       | 김천시                 | 농소면 | 무안로          |                       |
| 용암교           | 김천시                 | 농소면 |                 |                       |
| (이름없음)       | 김천시                 | 농소면 | 농남로 월곡앞길 |                       |

## 주요 시설및 건물
- 벽봉파출소 (벽봉로 17/수촌리 808-4)
- 성수벽진우체국 (벽봉로 59/수촌리 756-3)
- 봉곡보건지소 (벽봉로 1632/봉곡리 1512-99)